# Euclidia cuspidea
Euclidia cuspidea là một loài bướm đêm thuộc họ Erebidae. Nó được tìm thấy ở Quebec phía tây đến miền tây Alberta, phía bắc đến Northwest Territories và phía nam đến Vịnh Mexico.

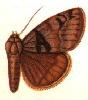

Sải cánh dài 28–36 mm. Con trưởng thành bay từ tháng 5 đến tháng 6 tùy theo địa điểm.
Ấu trùng ăn various clovers và grasses.